# Cinema bèl·lic
El cinema bèl·lic és un gènere cinematogràfic que centra la seva història en guerres. Des de la seva invenció, va quedar patent que el cinema podia ser un mitjà que permetés arribar a grans quantitats de gent d'una manera ràpida i relativament senzilla. Aquestes qualitats van convertir l'invent dels germans Lumière en una eina al servei dels governs i de les seves màquines de propaganda.
Ja en la guerra civil espanyola, ambdós bàndols van utilitzar artistes per a tasques de comunicació o el reforç de la moral de combatents i civils, però va ser el bàndol franquista, el que gràcies a la influència germànica més forta Misa pel cel·luloide com a canal per a la distribució de les seves doctrines.
Durant la Segona Guerra Mundial, els països bel·ligerants van continuar utilitzant la pantalla gran com a via per transmetre a les seves tropes i habitants l'esdevenir de la campanya i consciència de les necessitats per a la victòria en el conflicte. Aquests missatges, generalment en forma de noticiari, van fer un salt qualitatiu als Estats Units, on es va decidir utilitzar l'enorme potencial que oferia Hollywood, com una gegantina agència publicitària.
En aquella època, nombrosos actors i directors van contribuir a l'esforç de guerra, realitzant el seu treball habitual, ja fos animant a les tropes o realitzant documentals o pel·lícules que servissin per elevar la moral dels estatunidencs. El tipus de cinema realitzat en aquells moments està carregat de contingut propagandístic i a les pel·lícules es tendeix a mostrar l'heroic sacrifici dels militars estatunidencs i els seus aliats.
Després de la guerra, el gènere bèl·lic perd la seva força i no és fins després d'uns anys, quan els 60 una sèrie de grans produccions que recreaven les grans batalles de la contesa tornen a revitalitzar aquest tipus de cinema. Les pel·lícules d'aquesta època ja no posen tant èmfasi en el sacrifici, encara que ens continuen mostrant als seus protagonistes com uns herois convençuts de la bondat de les seves creences i segurs que estan fent el que és més correcte per millorar el món.
A causa de la impopularitat de la guerra del Vietnam, el tema bèl·lic cau, i no és fins als 80 quan torna a ressorgir, al principi amb pel·lícules més properes a l'aventura en la qual l'heroi nord-americà venç a la pantalla com no va poder fer-ho a la selva.
A mitjans d'aquella dècada i en els 90 sorgeix un nou corrent, que deixa una mica de costat el conflicte, que es converteix en l'escenari i se centra en el soldat com a persona, que té sentiments i temors, a més de nombrosos dubtes morals sobre la correcció de les accions que es veu obligat a realitzar. En aquest nou tipus de pel·lícules s'observa la guerra i les seves conseqüències amb molta major crueltat que en les seves predecessores, qui sap si amb la intenció d'alliçonar l'espectador sobre la necessitat que els conflictes armats quedin únicament en el cinema i els llibres d'història.

## Exemples de pel·lícules bèl·liques
- 1957 El pont sobre el riu Kwai
- 1967 El dia més llarg
- 1967 Els dotze del patíbul
- 1970 Tora! Tora! Tora!
- 1978 El caçador
- 1979 Apocalypse Now
- 1986 Platoon
- 1989 Born on the Fourth of July
- 1998 Saving Private Ryan
- 2001 Enemic a les portes